# 南永井
南永井（みなみながい）は、埼玉県所沢市の大字。郵便番号は、359-0011。

## 地理
所沢市の東端に位置し、柳瀬地区に所属する。
関越自動車道所沢インターチェンジの北側に隣接する区域を持ち、周辺の坂之下、日比田、亀ヶ谷、下新井、牛沼、中富南、および入間郡三芳町上富、北永井、藤久保、竹間沢、また新座市中野と隣接する。
地内には江戸時代に開拓された農地も多く、周辺地域と同様に短冊状に区画整理された元禄期の三富の開拓（三富新田）の特色がみられる。また所沢インターチェンジ付近には、物流の拠点となる倉庫や物流センターなどの施設が集中している。

## 歴史
旧入間郡柳瀬村・南永井村。
- 1889年（明治22年）4月1日 - 町村制施行に伴い、坂之下村、城村、南永井村、亀ヶ谷村、日比田村、本郷村が合併し、柳瀬村の大字南永井となる。
- 1955年（昭和30年）4月1日 - 柳瀬村が所沢市・三ヶ島村と合併し、所沢市の大字となる。

## 世帯数と人口
2017年（平成29年）9月30日現在の世帯数と人口は以下の通りである。
| 大字   | 世帯数  | 人口    |
| ------ | ------- | ------- |
| 南永井 | 446世帯 | 1,134人 |

## 小・中学校の学区
市立小・中学校に通う場合の学区（校区）は以下の通り。
| 町丁   | 番・番地 | 小学校                       | 中学校                       |
| ------ | -------- | ---------------------------- | ---------------------------- |
| 南永井 | 一部     | 所沢市立中富小学校（中富）   | 所沢市立中央中学校（並木）   |
| 南永井 | 広域     | 所沢市立柳瀬小学校（坂之下） | 所沢市立柳瀬中学校（坂之下） |

## 交通

### 鉄道
地内に鉄道は敷設されていない。最寄駅はJR武蔵野線東所沢駅。また東端からは同線新座駅ほか、東武東上線みずほ台駅なども利用可能な範囲にある。

### 道路
- 関越自動車道
- 市道「オリンピック道路」
- 市道「市場通り」
- 市道「南永井通り」
- 市道「学園通り」

交差点
- 「南永井」
- 「やなせ荘入口」
- 「中富南」

バス
- 地内のバス停は、「南永井」・「やなせ荘入口」。

（西武バス「所53-1」系統 エステシティ所沢行き/東所沢駅-所沢駅東口行き）

## 施設
教育
- 埼玉県立所沢おおぞら特別支援学校 - 旧埼玉県立所沢東高等学校跡地。1964年東京オリンピックのクレー射撃場跡地の一部でもある。

公共
- 柳瀬浄水場
- 南永井上組自治会館
- 南永井下組自治会館
- 南永井生活改善センター
- 老人憩の家 やなせ荘[6]

寺社
- 妙乗寺
- 大帖稲荷社
- 田代稲荷神社 - 敷地の東傍に三本脚で半鐘付きの火の見櫓が建っている。

史跡
- 南永井さつまいも始作地の碑[7] - 当地でのサツマイモ栽培の始まりを記念する石碑[注釈 1][8]。

商業
- 総合食品地方卸売市場[9]
- 東京電力パワーグリッド 柳瀬変電所

## 参考資料
- 写真で見るところざわの移り変わり 南永井の農家（昭和43年） ・初荷の宝船（昭和31年頃）